# Alexander Schleicher AS 34 Me
Dimensions
Le AS 34 Me est un motoplaneur électrique monoplace de classe Standard 15/18 mètres; il est fabriqué par Alexander Schleicher.

## Sources
- Site de constructeur de l'AS 34
- Certificat type EASA